# Aphanopus carbo

El sable negro (Aphanopus carbo) es una especie de pez perteneciente a la familia de los Trichiuridae.

## Anatomía
La aleta dorsal que comprende 34-41 rayos duros y 52-56 blandos. Muestra 97-100 vértebras.
Su cuerpo es muy alargado y su longitud estándar de 10,8 a 13,4 cm por encima de su altura. El hocico es amplio, con fuertes dientes largos y afilados. En la juventud de las aletas pélvicas están representados por un solo rayo, los adultos no tienen. Muestra la aleta caudal bifurcada. La línea lateral presenta una dirección hacia abajo desde la abertura superior de la agalla hasta una posición medio-lateral.
Cuenta con una piel de color cobre casi negra. La cavidad interior de la boca y las branquias son también negras.

## Biología
Los ejemplares juveniles de las especies son mesopelágicos y los adultos son batipelágicos. Los huevos y larvas son pelágicos. Tiende a migrar hacia aguas mesopelágicas en la noche para alimentarse de crustáceos, cefalópodos y otros peces. Alcanza la madurez con unos 85 cm de longitud. Algunos ejemplares alcanzan 145 cm de longitud y pueden vivir hasta 32 años de edad.

## Hábitat y distribución
Habita en el Océano Atlántico entre las latitudes 69 ° N -27 ° N y 79 S, a profundidades que oscilan entre 200 y 1700 metros. Se puede encontrar en el Atlántico oriental desde el estrecho de Dinamarca, Islandia y Noruega a las islas de Madeira y la costa oeste del norte de África. También se pueden encontrar en muchas otras áreas del Océano Atlántico y, más raramente, en algunos lugares en los océanos Pacífico e Índico.

## Pesca e importancia comercial
En Portugal, la pesca del sable negro es llevado a cabo principalmente por los pescadores de Madeira, pero también la captura de esta especie en algunas partes de Portugal (principalmente Sesimbra) y Azores. En Madeira, uno de los principales sitios dedicados a la captura de esta especie es Câmara de Lobos.
Según Noronha y Sarmento (1948) se practicaba la pesca intensiva de Aphanopus carbo en el siglo XIX, aunque hay referencias anteriores a la captura de esta especie en la isla. Su importancia económica en la economía de Madeira viene dado porque representa más del 50% de las capturas desembarcadas en la región. La pesca de esta especie de peces se realiza principalmente utilizando un instrumento llamado la pesca con palangre horizontal.
Greenpeace clasifica esta especie como tener un índice de vulnerabilidad de 49/1000, una cantidad considerada entre el moderado y alto. El nivel de resistencia de esta especie se caracteriza por ser bajo el tiempo estimado para duplicar su población de 4,5 a 14 años.